# Reinhard Müller (Soziologe, 1954)
Reinhard Müller (* 16. Juni 1954 in Burgau) ist ein österreichischer Soziologe.

## Leben
Beide Eltern von Reinhard Müller waren Volksschuldirektoren. Nach der Volksschule in Burgau besuchte er das Bundesrealgymnasium in Fürstenfeld, wo er 1972 maturierte. Den Präsenzdienst absolvierte er als Einjährig-Freiwilliger und war anschließend 1973 bis 1974 als Blauhelmsoldat bei UNFICYP in Zypern und UNEF in Ägypten im Einsatz.
Ab 1974 studierte Müller Soziologie und Philosophie an der Universität Graz, wo er 1978 bis 1979 auch als Studienassistent arbeitete. Von 1984 bis 1986 war er Mitarbeiter des Ludwig-Boltzmann-Instituts für Historische Sozialwissenschaft in Salzburg. Ab 1987 arbeitet er am Archiv für die Geschichte der Soziologie in Österreich des Soziologie-Instituts der Universität Graz, unterbrochen von einem Studienaufenthalt in Mainz 1989–1990. Ab 2006 war er Geschäftsführer des Archivs. Am 1. Juli 2019 ging er in den Ruhestand. Im Rahmen seiner Arbeit war Müller Redakteur und Mitherausgeber des Mitteilungsblattes des Archivs. Daneben gestaltete er zahlreiche Ausstellungen und Internetauftritte. So war er etwa Kurator des Museums Marienthal in Gramatneusiedl und war wissenschaftlicher Berater für den Dokumentarfilm Die Arbeitslosen von Marienthal von Günter Kaindlstorfer.
2011 erhielt Müller den Berufstitel Professor.

## Privates
Müller ist seit 1987 mit der Germanistin Beatrix Müller-Kampel verheiratet.

## Publikationen (Auswahl)
- Marienthal. Das Dorf – Die Arbeitslosen – Die Studie.  StudienVerlag, Innsbruck/Wien/Bozen 2008, ISBN 978-3-7065-4347-7.
- als Herausgeber: „Auf Lachen steht der Tod!“ Österreichische Flüsterwitze im Dritten Reich. StudienVerlag, Innsbruck/Wien/Bozen 2009, ISBN 978-3-7065-4719-2.
- als Herausgeber: Mythos Marienthal. Blicke auf die Fabrik, die Arbeiterkultur und die Arbeitslosen. StudienVerlag, Innsbruck/Wien/Bozen 2010, ISBN 978-3-7065-4850-2.
- „Wer pessimistisch in die Zukunft blickt, offenbart seinen schwachen Willen“. Anarchistischer Kampf während des Austrofaschismus. Graz 1937. Edition grundrisse, Wien 2016, ISBN 978-3-9501925-6-8.